# Beyoğlu, Tekkeköy
Beyoğlu là một xã thuộc quận Tekkeköy, tỉnh Samsun, Thổ Nhĩ Kỳ. Dân số thời điểm năm 2010 là 134 người.